# Джайдешт
Джайде́шт, или Джаде́шт, или Джайеде́шт (перс. جایدشت‎) — небольшой город на юге Ирана, в провинции Фарс. Входит в состав шахрестана  Фирузабад. По данным переписи, на 2006 год население составляло 6 389 человек.

## География
Город находится в западной части Фарса, в горной местности юго-восточного Загроса, на высоте 1 348 метров над уровнем моря.
Джайдешт расположен на расстоянии приблизительно 85 километров к югу от Шираза, административного центра провинции и на расстоянии 765 километров к юго-юго-востоку (SSE) от Тегерана, столицы страны.